# Hilara uncicauda
Hilara uncicauda är en tvåvingeart som beskrevs av Mario Bezzi 1914. Hilara uncicauda ingår i släktet Hilara och familjen dansflugor. Inga underarter finns listade i Catalogue of Life.